# Chamada
 (novembre 2023).
Si vous disposez d'ouvrages ou d'articles de référence ou si vous connaissez des sites web de qualité traitant du thème abordé ici, merci de compléter l'article en donnant les références utiles à sa vérifiabilité et en les liant à la section « Notes et références ».
La Chamada (appel, en portugais) est un mouvement stratégique de Capoeira Angola qui consiste à inviter son partenaire à s'approcher ou baisser sa garde pour établir un nouveau dialogue. Elle peut être réalisée pour tester l'autre, pour diversifier le jeu, pour faire la paix après un épisode violent, pour se reposer ou tout simplement pour continuer le dialogue en partant sur une nouvelle base.
La chamada est bien plus qu'un mouvement, car elle est symbolique et lourde de sens, en plus d'être une leçon de vie pour le capoeiriste qui la considèrera comme le danger qui le guette tous les jours. Autrefois, la capoeira a servi à tuer et la chamada rappelle à son adversaire que ce n'est plus le cas en l'invitant à s'approcher ou baisser sa garde. Ce dernier s'exécutera alors en faisant preuve de méfiance et en s'efforçant de se mettre à l'abri de la moindre traitrise. Pour les chamadas avec « paso a dois » (en exécutant un pas chorégraphié d'avant en arrière et vice-versa), le capoeiriste pourra éventuellement s'approcher rapidement pour ne pas lui laisser le temps de préparer quelque chose, ou bien il tournera autour de lui, s'approchera timidement sans le quitter des yeux, et tentera accessoirement de neutraliser certaines des parties du corps qui pourraient le blesser en s'en protégeant de la main, du bas vers le haut: le pied, le genou, le coude, la main, la tête… Chaque chamada s'accompagne d'une chorégraphie, durant laquelle les partenaires prépareront la suite du dialogue avant de reprendre le jeu, généralement sur l'invitation de celui qui a fait l'appel.

## Règles
Il n'existe pas de règles précises en capoeira, et les chamadas peuvent donner lieu à des situations inédites. Les partenaires peuvent très bien changer de rôle, par exemple, mais certaines coutumes sont généralement admises comme étant à respecter :
- On ne peut pas poser la paume de la main (ou toute partie du corps qui peut être souillée par le sol) sur l'habit du capoeiriste. Il faut le toucher avec le dos de celle-ci pour ne pas le salir.
- À moins d'être sûr de soi, le capoeiriste qui appelle doit reculer une jambe à l'approche de l'adversaire dans le cas où l'on avait les jambes jointes (afin d'éviter d'être facilement déséquilibré).
- On ne peut pas refuser une chamada, à moins que l'autre n'ait trop abusé ou à moins d'être plus avancé que celui qui fait l'appel. Dans ce cas, soit on en fait une soi-même, soit on invite l'autre au pied du berimbau.

## Conseils
- Il vaut mieux ne pas faire de chamada à un capoeiriste plus expérimenté que soi et qu'on ne connait pas bien. Ce dernier pourrait l'interpréter comme un défi et en être contrarié.
- Il est conseillé de croiser les jambes pendant les pas vers l'avant et vers l'arrière pour éviter d'être facilement déséquilibré.
- Il vaut mieux s'approcher d'une chamada par le côté pour ne pas être trop exposé à une attaque frontale.
- Il vaut mieux ne pas répondre à une chamada qu'on ne connait pas ou pour laquelle on n'est pas préparé. Il est alors conseillé de la "transformer" en une autre en y répondant d'une manière que l'on connait. Par exemple, on peut interpréter une chamada de cabeça comme une chamada de frente en s'emparant de l'une des mains.

## Types de chamadas
Il existe beaucoup de chamadas, mais seulement six d'entre elles sont connues de tous et utilisées partout :

### Chamada de frente
La chamada de frente (litt. "appel de devant"), également appelée chamada da palma de frente (litt. "appel de la paume de devant"), est la plus commune des chamadas. Elle consiste à se dresser face à l'adversaire en tendant la paume de la main vers l'avant. L'autre doit y répondre en y posant la même main (la main droite sur la main droite, par exemple), après quoi celui qui a fait l'appel emboitera le pas en avançant.
Il est conseillé pour les deux, et surtout pour les moins expérimentés, de se protéger de la cotovelada en couchant le bras libre à l'horizontale, la main sur le coude de l'autre.

### Chamada de bênção
La chamada de bênção (litt. "appel de bénédiction"), également appelée chamada aberta de frente (litt. "appel ouvert de devant"), consiste à se dresser face à l'adversaire en ouvrant les bras sur les côtés. L'adversaire doit y répondre en posant ses mains sur celles de l'autre, après quoi celui qui a fait l'appel emboitera le pas en avançant.
Il est conseillé pour les deux de se protéger de la cabeçada en se désaxant sur le côté par rapport à l'autre (on peut poser le côté ou l'arrière de la tête contre celle de l'autre) ou en avançant suffisamment les bras pour se tenir à bonne distance.

### Chamada de costas
La chamada de costas (litt. "appel de dos"), également appelée chamada aberta de costas (litt. "appel ouvert de dos"), consiste à tourner le dos à l'adversaire en ouvrant les bras sur les côtés. L'adversaire peut y répondre de différentes manières: il peut poser ses deux mains sur celles de l'autre, sur ses coudes, sur une main et un coude, sur une main et la tête, sur un coude et la tête. Dans tous les cas, il faut prendre des dispositions pour être à l'abri d'une cabeçada, d'une cotovelada ou d'un desprezo.

### Chamada de cabeça
La chamada de cabeça (litt. "appel de tête"), également appelée chamada de entrada na barriga (litt. "appel d'entrée dans le ventre"), consiste à se dresser face à l'adversaire en levant les bras pour l'inviter à poser sa tête sur le ventre avant d'emboiter le pas. Il est conseillé pour celui qui fait la chamada de bien bloquer sa tête pour éviter qu'il ne la remonte vers le menton pour faire un escorumelo ou pour prévenir une simple cabeçada dans le ventre. Il est conseillé à celui qui pose la tête sur le ventre de protéger son visage contre une éventuelle joelhada ainsi que de bloquer son t-shirt pour éviter que l'autre ne le soulève sur la tête pour l'aveugler. Pour cela, on peut protéger son visage d'un bras et poser l'autre dans le dos. 

### Chamada do sapinho
La chamada do sapinho (litt. "appel du petit crapaud"), également appelée chamada de cocorinha (litt. "appel de cocorinha"), consiste à s'accroupir en cocorinha et à sautiller en tendant les bras vers l'avant pour inviter le partenaire à faire pareil. L'adversaire doit y répondre en venant poser les mains sur les siennes et faire le même mouvement, jusqu'à ce qu'il attaque par surprise. L'autre devra alors réagir en conséquence pour contrer ou éviter l'attaque.

### Volta do mundo
La volta do mundo ("tour du monde"), également appelée chamada de descanso ("appel de repos"), n'est pas uniquement une chamada mais peut être utilisée comme tel. Elle n'est pas vraiment différente de la volta do mundo normale à ceci près que les deux capoeiristes tournent généralement avec le bras gauche tendu, en se touchant la main. Il faut évidemment être prudent car on reste à une bonne distance pour un coup de pied traître comme une rabo de arraia, une armada ou un coice.
Il existe beaucoup d'autres chamadas, comme la chamada da ginga (qui consiste à faire la ginga face aux instruments, à côté du partenaire), la chamada do rolê (qui consiste à faire un rolê de dos à l'adversaire depuis le pied des instruments, puis d'attaquer par surprise), la chamada de balanço (semblable à la chamada de bênção, on a les mains sur celles de l'adversaire sauf qu'au lieu de marcher on se balance en se penchant sur les côtés), etc. mais beaucoup ne sont utilisées que dans certaines académies.